# سره‌گرایی زبانی
سره‌گرایی زبانی (به انگلیسی: Linguistic purism یا linguistic protectionism) به شناخت یک نوع از زبان به عنوان زبان خالص‌تر یا ذاتاً دارای کیفیت بهتر از دیگر انواع زبانها گفته می‌شود. سره‌گرایی زبانی از طریق فرهنگستان‌های زبان نهادینه می‌شود.